# ساعت آبی

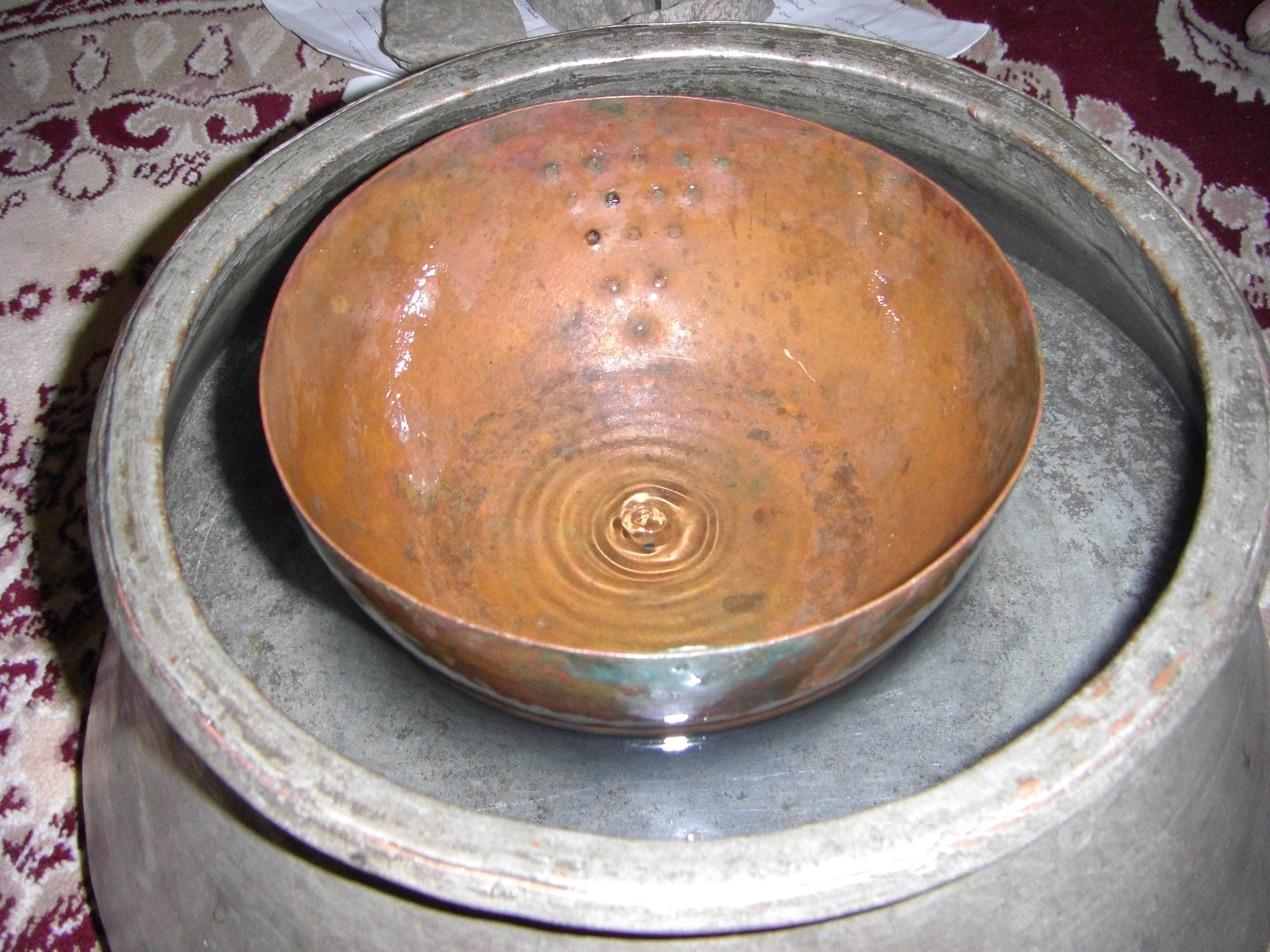
فنجان یا ساعت آبی کاریز زیبد

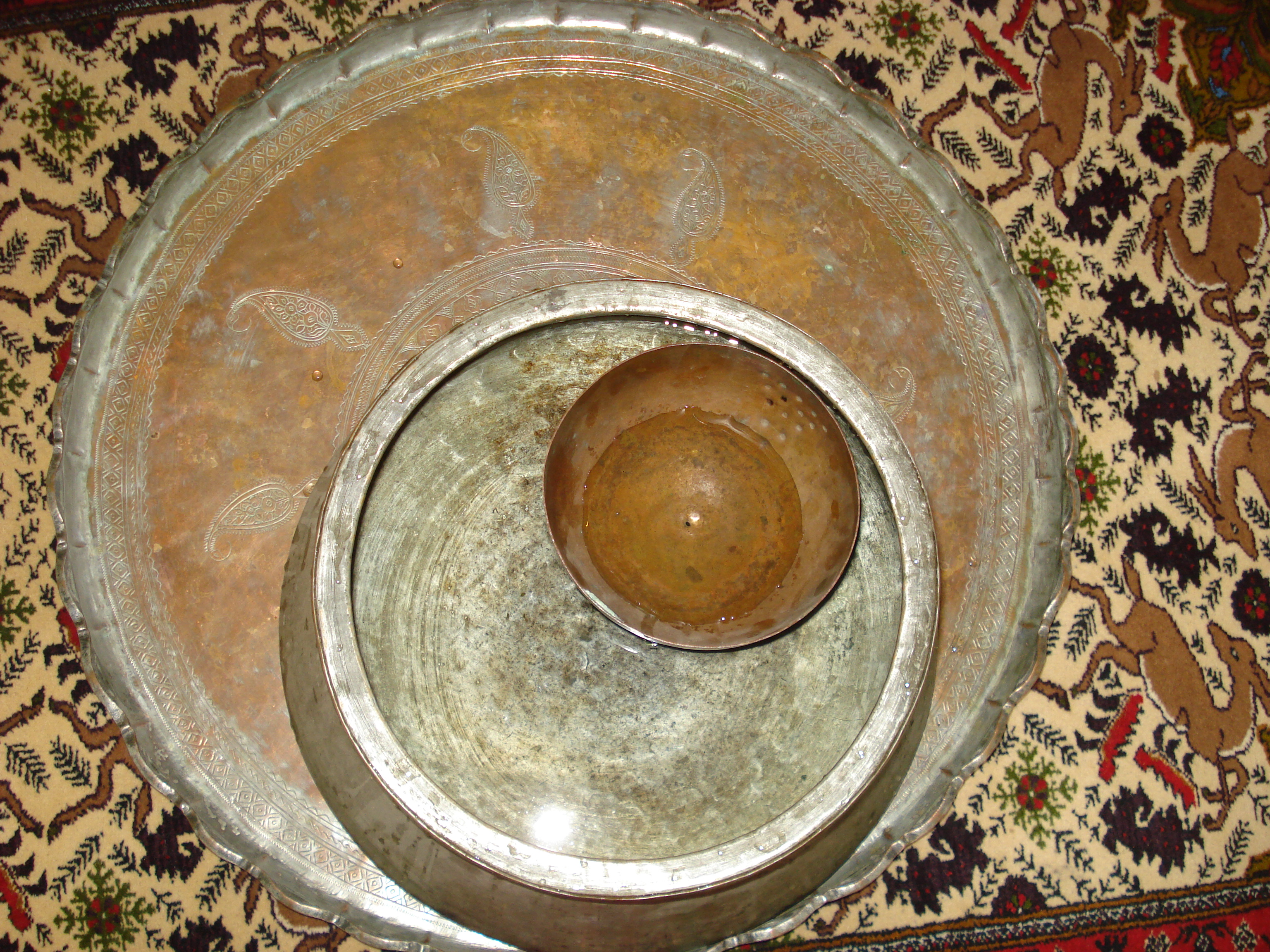
کاریز زیبد گناباد

ساعت آبی یا ساعت آبکی بویژه نوع کاربردی در ایران با نام پنگان ابزاری ساده و در عین حال بسیار دقیق، کارآمد و همیشگی بوده و در زندگی کشاورزی جامعه ایران به ویژه در مناطق کویری که آب مایه حیات و عنصر اصلی زندگی اجتماعی بوده ضروری و نقش کارآمدی داشته‌است و برای نظارت بر آن مدیر یا مدیران دایمی تعیین می‌شده‌است. با مطالعه استفاده از ساعت آبی در کشورهای مختلف می‌توان گفت در هیچ جای جهان ساعت آبی به اندازه کشور ایران کارآمد، تأثیرگذار و ثمربخش نبوده‌است. این ساعت حتی در زمانی‌که ساعت‌های نوین تازه به بازار آمده بود با آن‌ها رقابت می‌کرد و کشاورزان حاضر به کنار گذاشتن آن و استفاده از ساعت‌های نوین نبودند. در ایران افرادی که فعالیت تقسیم آب بر اساس زمان‌بندی مبتنی بر ساعتِ آبی را انجام می‌دادند به میرآب معروف بوده‌اند. این افراد سهم آب هر کشاورز را با مقیاس ساعتِ آبی معرفی و ثبت می‌کردند. لازم است ذکر شود هم‌اکنون نیز با اندکی تغییر (استفاده از ساعت عقربه‌ای یا دیجیتالی) فعالیت این افراد در روستاهای کویری ایران انجام می‌گیرد.

## تاریخ ساعت آبی در ایران
از حدود ۴ هزار سال قبل نشانه‌هایی از بکارگیری ابزار برای سنجش زمان مشاهده شده‌است. در مصر، ایران، عراق، هند و دیگر تمدن‌های قدیم ابزارهایی پیدا شده که باستان شناسان می‌گویند برای سنجش زمان بوده‌اند. اما به نظر بیشتر پژوهشگران این ابزارها برای سنجش زمان نبوده بلکه بیشتر جنبه مذهبی و دینی داشته‌است. در گذشته بشر برای دانستن وقت و زمان، با توجه به تجربه و دانش زمان، ابزارهایی را اختراع کرده و مورد استفاده قرار داده‌است که استفاده از آفتاب و آب مهم‌ترین آن‌ها بوده‌است. ساعت با فرم امروزی اش(۲۴ ساعتی) از قرن پانزدهم میلادی مورد استفاده بوده و در یک قرن گذشته رواج عمومی پیدا کرده‌است.
کالیستنس مورخ یونانی که در لشکرکشی اسکندر مقدونی به ایران همراه او بود و رویدادهای روز و مشاهداتش را همیشه یادداشت می‌کرد در یادداشتی که بعداً با محاسبات تقویمی معلوم شده که متعلق به سپتامبر ۳۲۸ پیش از میلاد است نوشته‌است: در اینجا (ایران)، در دهکده‌ها که آب را برحسب نوبت به کشاورزان برای آبیاری می‌دهند، یک فرد از میان آنان (کشاورزان) انتخاب می‌شود تا بر مدت زمان نوبت (و تقسیم زمانی سهام) نظارت داشته باشد.. این فرد در کنار مجرای اصلی آب و محل انشعاب آن میان کشاورزان، بر سکویی می‌نشیند و ظرفی فلزی را که سوراخ بسیار ریزی در آن تعبیه شده‌است در ظرفی بزرگتر و پر از آب قرار می‌دهد که پس از پر شدن ظرف کوچک (یک بار یا چند بار) که به آهستگی و طبق محاسبه قبلی ابعاد سوراخ آن صورت می‌گیرد، آب را قطع و آن را به جوی کشاورز دیگر باز می‌کند و این کار دائمی است و این وسیله (ساعت آبی) عدالت را برقرار کرده بود و مانع از نزاع کشاورزان بر سر آب می‌شد. با توجه به گزارش کالیستنس می‌توان گفت که ساعت آبی قبل از دوره اسکندر مقدونی در ایران گسترده بوده و اختراع آن باید در سده‌های قبل در ایران روی داده باشد.
- ژان شاردن، سیاح معروف فرانسوی نیز در رابطه با پنگان توضیح مشابهی در مورد فنجان ایرانی دارد و می‌نویسد از این اختراع برای سنجیدن زمان نیز در مشرق زمین استفاده می‌کنند.

ساعت آبی انواعی داشته اما ساده‌ترین و دقیق‌ترین آن ساعت آبی ایرانی پنگان یا فنجان بوده‌است که بر اساس دو ظرف و دستکم یک محاسبه گر انسانی و تعدادی سنگ ریزه یا تشله قرار داشته‌است. پنگان (ساعت آبی) در دوره اسلامی، بنکام و فنجان هم نامیده شده‌است. در طبقه‌بندی علوم اسلامی، ساخت و کاربرد پنگان و دیگر انواع ساعت‌های آبی جزو علم ” البنکامات ” که از فروع علم هندسه به‌شمار می‌آمده بوده‌است. علم البنکامات را چنین تعریف کرده‌اند: علمی که با شناختن و به کار بردن ابزار آن، زمان اندازه‌گیری می‌شود و هدف از آن آگاهی از اوقات نماز و نیایش‌های شبانه و نظر و تأمل در امور مملکت و رعیت که با وقت و زمان ارتباط پیدا می‌کرده بوده‌است. کسانی که به پنگان و علم البنکامات می‌پرداخته‌اند، «فنجامییّن» لقب داشته‌اند.پرونده:
.
بر اساس بررسی‌های اولیه ساعتی آبی در ایران دست کم ثبت مکتوب و کاربرد ۲۴۰۰ ساله دارد.

## چگونگی تعیین زمان
از ابتدای اختراع قنات، تعیین زمان و تقسیم عادلانه آب بین سهامداران توسط میرآب و با ابزار ساعت آبی یا فنجان (پنگان) انجام می‌شده‌است. ساعت آبی متشکل است از:
1. کاسه یا فنجان (دقیقه شمار)
2. دیگ پر از آب
3. سنگهای کوچک یا تشله
4. محاسبه گر انسانی یا میرآب
5. محل استقرار که به آن خانه فنجان می‌گفتند. و میرآب به‌طور دایمی در آن استقرار داشت.

فنجان عبارت است از یک کاسه کوچک با روزنه‌ای در وسط آن و چند درجه یا علامت عددی در بدنه داخلی آن که درون یک دیگ بزرگ پر از آب قرار می‌گیرد (مانند تصویر فنجان قنات زیبد گناباد). این وسیله در ابتدا برای تعیین زمان دقیق استفاده از آب قنات و تقسیم عادلانه زمان سهام هر یک از سهامداران اختراع شده‌است ولی بعدها کاربردهای دیگری نیز یافت و برای تعیین بزرگترین روز سال - بزرگترین شب- طولانی‌ترین روز- برابری شب و روز و تعیین اوقات شرعی در دوره اسلامی بکار برده شد. این ساعت دست کم دو هزار سال قدمت دارد. از ابتدای ساخت قنات گناباد مورد استفاده بوده‌است مدیریت این ساعت آبی توسط دستکم یک‌نفر نوبت روز و یک‌نفر نوبت شب انجام می‌شده و زمان (دقیقه‌ها) بر اساس تعداد پرآب شدن فنجان و با تعدادی تشله یا سنگ جمع آن محاسبه می‌شده‌است. ساعت آبی یکی از فن‌های مهم علمی است که کاربرد میدانی دقیقی داشته و از چند هزار سال پیش تا ۵۰ سال قبل در بسیاری از مناطق ایران مورد استفاده مستمر بوده‌است. در مقایسه با استاریاب (اسطرلاب) که از نظر علمی بیشتر جنبه طالع بینی و خرافی داشته تا کاربرد علمی و عملی، فنجان یا ساعت آبی ابزار و تکنیک بسیار ساده و در عین حال بسیار مهم و حیاتی در زندگی و کارکرد عملی مردم داشته‌است و هرگز جنبه خرافاتی پیدا نکرده‌است.

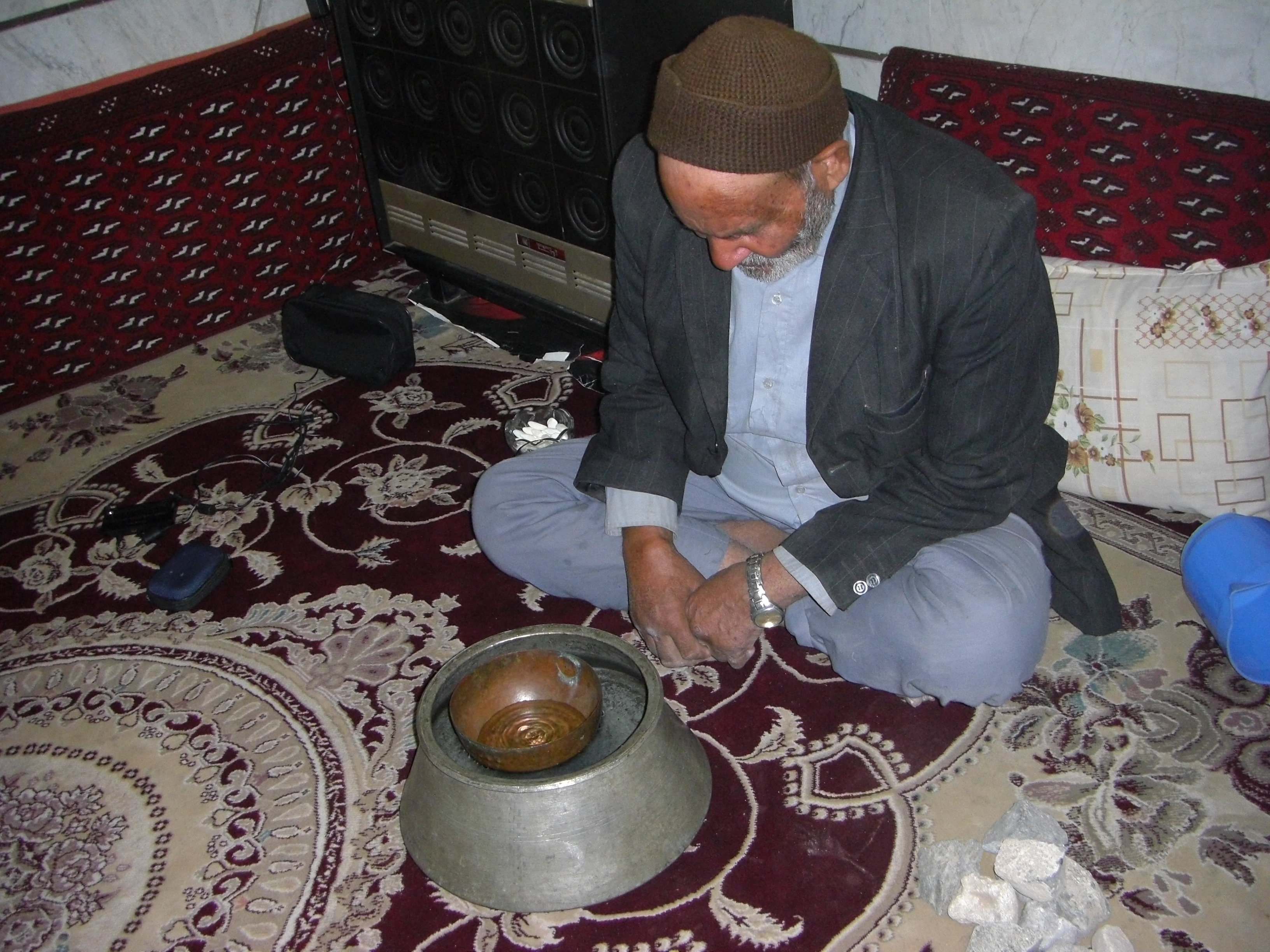
بازسازی مدیریت ساعت آبی زیبدتوسط میرآب اصلی

- اصطلاحات: نوبت ما کی خواهد بود؟ جواب مثلاً ۱۰ فنجان دیگر یا ۵ فنجان بعد از غروب یا ۱۵ فنجان بعد از روز ورآمد (طلوع خورشید). در آن زمان دقیقه و ثانیه و ساعت بکار نمی‌بردند به جای همه این‌ها (ثانیه- دقیقه- ساعت) فقط واحدفنجان بکار می‌بردند واحد کوچکتر دانگ و طاق و نیم دانگ و … نام داشت؛ مثلاً امروز از «روز ورآمد» (طلوع) تا «روز در کوه» (غروب) ۷۰ فنجان بود. (یعنی ۵۲۵ دقیقه)[۵]

ساعت آبی کاریز زیبد گناباد در جشن ملی قنات

## مزیت‌ها و کاربردهای ساعت آبی
مزیت ساعت آبی بر ساعت‌های آفتابی و شنی این بوده‌است که خطای محاسباتی نداشته و دقیق بوده‌است و در طول شب و روز مورد استفاده بوده‌است؛ مثلاًمیرآب دقیقاً می‌دانسته‌است که از زمان غروب تا زمان طلوع خورشید چند فنجان بوده‌است و بر اساس محاسبات فنجان دقیقاً، روزی را که تعداد فنجان‌ها با تعداد فنجان‌های شب برابری می‌کرد(۹۶ فنجان) را روز اول سال نو نوروز می‌نامیدند. طولانی‌ترین روز چله تابستان (اول تیرماه) و طولانی‌ترین شب چله زمستان یلدا (حدود ۱۱۵ فنجان) را تعیین می‌کرده‌اند. محمد میرآب که حدود ۶۰ سال فنجان دار زیبد بوده‌است تمام این محاسبات را به‌طور دقیق انجام می‌داده‌است.
پرونده:ساعت آبی قنات زیبدگناباد تا سال ۱۳۵۴ فعال بوده‌است؛ و سپس ساعت‌های نوین برای تقسیم سهام و حق آبه هر سهامدار و باغدار بکار گرفته شده‌است. با ساعت‌های جدید معلوم شدکه هر فنجان قدیم معادل ۷ دقیقه و نیم به ساعت‌های فعلی بوده‌است. اما هنوز هم واحد شمارش در سهام قنات فنجان است؛ مثلاً می‌گویند فلانی ۱۰ فنجان از آب قنات سهم دارد.

## روش کار
تا سده‌های میانه (قرون وسطی) پیشرفته‌ترین وسیله برای اندازه‌گیری زمان ساعت آبی بود. ساعت آبی در ساده‌ترین شکلش از یک کاسه (فنجان) کوچکی تشکیل می‌شد که وسط زیر آن روزنه‌ای ایجاد شده بود. این فنجان بر روی سطح آب یک ظرف بزرگتر (دیگ) قرار می‌گرفت، آب از راه منفذ به آرامی به داخل کاسه وارد می‌شد و پس از چندی (فنجان‌ها استاندارد یکسانی نداشتند) فنجان زیبد ۷/۵ دقیقه بوده) آن را پر می‌کرد و در نتیجه در آب فرومی‌رفت. طول مدت پر شدن ظرف به روزنه و سنگینی کاسه بالا بستگی داشت. چنین ظرفی را تاس ساعت، پنگان یا فنجان می‌نامیدند و واحد زمان را نیز که همان مدت پر شدن ظرف بود پنگان یا فنجان می‌خواندند. تا ۴۰ سال قبل هنوز در برخی روستاه‌های ایران همچنان برای توزیع آب چشمه و قنات از پنگان استفاده می‌شد.
طریقه کار فنجان یا ساعت بدین گونه بود که میر آب با چشم دوختن به فنجان با هر بار پر شدن و غرق شدن آن و خوردن کاسه به کف دیگ یک فنجان یا هفت دنگ و نیم یا(۷ دقیقه و نیم امروزی) محاسبه نموده و یک سنگ کوچک برای هر بار غرق شدن کاسه در یک کیسه یا یک ظرف سفالی می‌گذاشت وقتی که باغ فرد مورد نظر آبیاری می‌شد و اعلام انتقال آب به باغ فرد دیگر می‌شد برای محاسبه جمع کل (تعداد فنجان)هایی و زمانی که آب برای مزرعه یا باغ رها می‌شده تعداد تشله‌ها یا سنگ‌ها یا چوب خط شمرده می‌شد و معلوم می‌شد که مثلاً فرد ۱۰ فنجان یا به عبارت امروز ۷۵ دقیقه آب برده‌است؛ لذا تعداد فنجان‌ها و زمانی که سهامدار قنات آب برای باغ خود یا زمین می‌برده را دقیقاً حساب می‌شد مثلاً اگر ۱۰ سنگ درون کیسه باشد یعنی ۱۰ فنجان یا معادل امروزی(۷۵ دقیقه) آب قنات را فرد استفاده کرده‌است. اگر فردی ۱۰ فنجان سهم از قنات داشته باید (معادل امروزی هفتاد و پنج دقیقه) یعنی مدت زمانی که ۱۰ فنجان آب پر شود آب قنات را به زمین یا باغ خود رها می‌کرده‌است و با اعلام جار زدن یا شیپور زدن یا یک صدای قرار دادی فرد بعدی آب را به باغ یا زمین خود منتقل می‌کرده و به همین ترتیب… معمولاً محل استقرار دائمی فنجان و مدیر آن (میرآب) خانه فنجان بوده‌است. 
اما در فصل تابستان گاهی ممکن است فنجان را به محل اصلی تقسیم آب ببرند.
ه.

## تقسیم‌بندی‌های زمان پنگان در مناطق مختلف
زمان پنگان در سراسر ایران استاندارد یکسانی نداشته‌است و در هر منطقه سنجش زمان یعنی مدت پر شدن کاسه و فرو افتادن آن در دیگ بین ۶ دقیقه فعلی تا ۱۰ دقیقه متفاوت بوده‌است. در نائین، هر چهار فنجان، واحد بزرگتری به نام «قُله» تشکیل می‌داده و شبانه روز به ۲۴۰ فنجان تقسیم می‌شده‌است در جنوب خراسان، هر شش فنجان واحد بزرگتری به نام «گَرده» تشکیل می‌داده و هر شبانه روز ۳۲۴ فنجان بوده‌است. این مقدار در فردوس ۴۵۰ فنجان و در گناباد ۱۷۱ فنجان بوده‌است. اما مهم‌ترین واحد بزرگتر از فنجان، «طاق» نام داشته و تعداد طاقها درنواحی مختلف ایران، بسته به زمان پر شدن پنگان، متفاوت بوده‌است. برای نمونه دراردستان و نیریز هر ۷۲ پنگان یک طاق و در قم هر ۱۳۵ فنجان یک طاق را تشکیل می‌داده‌است.

## ساعت آبی سایر کشورها
یک نمونه ساعت آبیِ یونانی با کاربرد نامشخص احتمالاً کاربرد مذهبی یا طالع‌بینی. ظرف پایینی کپی‌شده از نسخهٔ قدیمیِ بالایی. شیوهٔ کار آن نامشخص است. احتمال داده می‌شود که کاربرد زمانی داشته‌است.

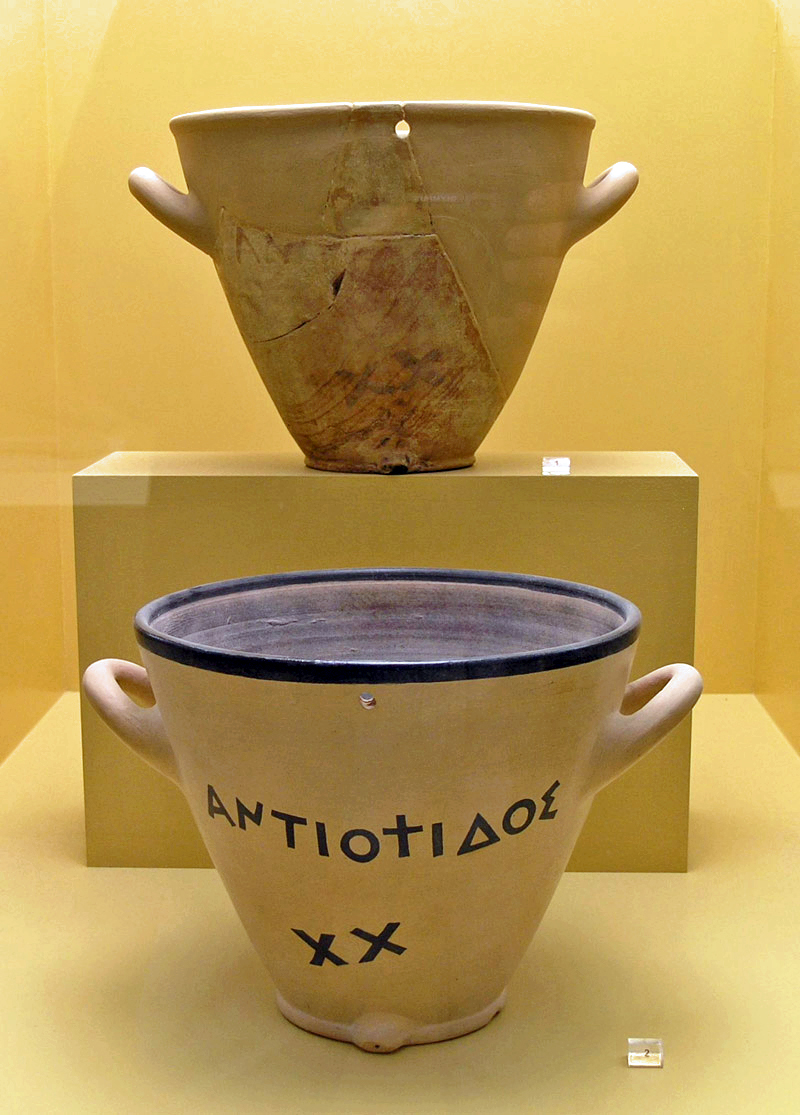
A display of two outflow water clocks from the Ancient Agora Museum in Athens

با وجود اینکه ابزارهایی از دورهٔ قبل از میلاد مسیح در مصر، یونان، چین و هند شبیه به ساعت آبی پیدا شده، اما کاربرد آن‌ها دقیقاً مشخص نشده‌است. به‌نظر می‌رسد که این ابزارها کاربرد مذهبی داشته و برای تعیین زمان به‌کار نمی‌رفته‌است. در ایران، ساعت آبی کاربرد عملی داشته‌است.

در مصر چیزی که ساعت آبی نامیده می‌شود تاریخ آن به ۱۴۱۷–۱۳۷۹ پ. م برمی‌گردد.
، pp. 59–61</ref> نشانه‌ای که می‌تواند ساعت آبی باشد ۱۶ قبل از میلاد مصر در دربار آمن Amenemhet، شناسایی شده‌است.
در عراق نیز ساعت آبی برای محاسبات و شمارش به‌کار رفته، اما استفادهٔ این ابزار نیز در هاله‌ای از ابهام قرار دارد.
.

### هند
در هند، باستان‌شناسان احتمال می‌دهند که ظرفی را که در موهنجودارو کشف شده، یک ساعت آبی باشد. در هند ساعت آبی برای مراسم‌های دینی به‌کار می‌رفته‌است.

## ساعت شمعی
در ایران به پی‌سوز معروف است. در این نوع ساعت، بدنه شمع مدرج می‌شد و با سوختن شمع و کوتاه شدن آن زمان را محاسبه می‌کردند.

## ساعت‌های نوین
با پیشرفت علم و دانش بشری، به تدریج ساعت‌های دقیق تر مکانیکی، وزنه‌ای، فنردار، برقی، باتری دار و کامپیوتری جای ساعت‌های آبی، آفتابی و ماسه‌ای را گرفتند. مخصوصاً از زمان استفاده انسان از فنر جهت راه انداختن چرخ‌های دندانه دار، که به ساعت شمار و دقیقه و حتی ثانیه شمار متصل هستند، سنجش دقیق زمان برای همه به‌طور ساده امکان‌پذیر شد. در اوایل قرن شانزدهم اولین ساعت مچی آهنی، که نسبتاً زمخت بوده، توسط یک نفر آلمانی ساخته شد. بعدها اواخر قرن هجدهم با استفاده از فنر و چرخ دندانه‌های بسیار کوچک، امکان ساختن ساعت‌های مچی ظریف به وجود آمد، به‌طوری‌که اولین ساعت‌های مچی شبیه ساعت‌های امروزی، در کشور سوئیس «از سال‌های ۱۷۹۰ به بعد» ساخته شد.
بین سال‌های ۱۸۶۵ تا ۱۸۶۸ بزرگ‌ترین، حجیم‌ترین و جسیم‌ترین ساعت دیواری جهان، در کلیسای سن پیر در فرانسه نصب شد. ارتفاع این ساعت ۱/۱۲ متر، عرض آن ۰۹/۶ متر و ضخامتش ۷/۲ متر بوده که از ۹۰۰۰۰ قطعه تشکیل یافته. در مقابل بزرگترین ساعت، ظریف‌ترین ساعت دنیا فقط ۹۸/۰ میلی‌متر قطر دارد. تکنولوژی امروزی، انسان را قادر ساخته ساعت‌های بسیار ظریف و دقیق مکانیکی و تمام الکترونیکی، کامپیوتری و حتی اتمی بسازد.